# Thysanoessa gregaria
Thysanoessa gregaria är en kräftdjursart som beskrevs av Georg Ossian Sars 1883. Thysanoessa gregaria ingår i släktet Thysanoessa och familjen lysräkor. Inga underarter finns listade i Catalogue of Life.